# Postamt Deisenhofen

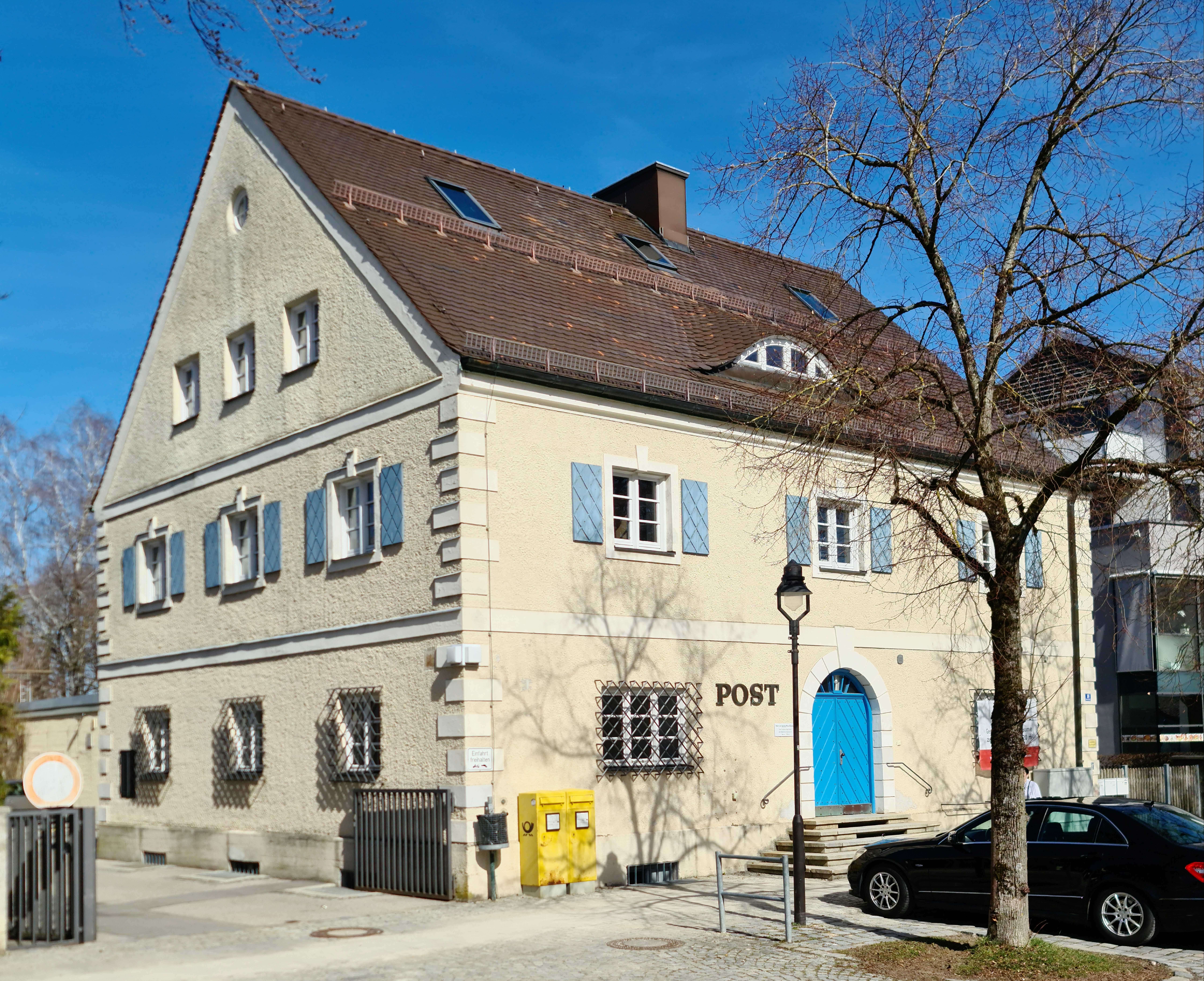
Das Postamt in Deisenhofen

Das Postamt Deisenhofen ist ein ehemaliges Postgebäude in Deisenhofen, einem Ortsteil der oberbayerischen Gemeinde Oberhaching im Landkreis München. Das Bauwerk ist als Baudenkmal in die Bayerische Denkmalliste eingetragen.

## Beschreibung
Das Postamt liegt am Westrand des Ortes Deisenhofen an der Bahnhofstraße etwa 100 Meter östlich des Empfangsgebäudes des Bahnhofes Deisenhofen. Das Gebäude wurde 1925 von Robert Vorhoelzer und Fritz Norkauer im Stil der bayerischen Postbauschule errichtet.
Das zweigeschossige Gebäude hat einen Grundriss von etwa 15 × 12 Metern und trägt ein Satteldach. Mittig an der Straßenseite liegt das rundbogige Eingangsportal mit einer Freitreppe. Das Dach hat oberhalb des Eingangs eine Fledermausgaube und auf der Rückseite zwei Schleppgauben.